# Rafael Bruno Cajueiro da Silva
Rafael Bruno Cajueiro da Silva, mais conhecido como Rafael Carioca (Rio de Janeiro, 18 de julho de 1992), é um futebolista brasileiro que atua como lateral-esquerdo e meia-esquerda. Atualmente, joga no Floresta.

## Carreira

### Antecedentes
Nascido no Rio de Janeiro, Rio de Janeiro, Rafael Carioca começou a jogar futebol na escolinha do ex-jogador Zagallo. Em seguida, foi transferido às categorias de base do Fluminense em 2003, aonde ficou por seis anos até se mudar para Goiânia para ingressar na base do Vila Nova e em 2012 foi alçado ao elenco principal.

### Vila Nova
Sua estreia pelo clube aconteceu em 30 de junho de 2012, entrando como titular em uma vitória em casa sobre o Oeste por 4–1, pela Série C de 2012. Seu primeiro gol como jogador profissional aconteceu em 5 de agosto, em uma derrota fora de casa por 2–1 para o Caxias.
Em 21 de setembro de 2012, o jogador alegou na Justiça do Trabalho que não recebia salários, além de não ter FGTS recolhido, motivos pelos quais acionou o Vila Nova na justiça. Segundo Rafael Carioca, ele não foi o único a tomar essa decisão, sendo afastado do clube e seu pedido de liminar negado.
Pelo Vila Nova, fez 27 partidas e marcou dois gols.

### Internacional
Em 2013, Rafael Carioca foi transferido ao Internacional. Estreou pelo clube em 19 de janeiro, entrando como substituto em um empate em casa por 1–1 com o Passo Fundo, pelo Campeonato Gaúcho de 2013. Sua passagem pelo Colorado não teve muito aproveitamento, tendo apenas 2 partidas e marcou nenhum gol.

### Resende
Em 5 de março de 2013, Rafael Carioca foi emprestado ao Resende. Sua estreia aconteceu em 3 de abril, entrando como substituto em uma vitória em casa por 2–1 sobre o Caxias, pela Copa do Brasil de 2013.
Pelo Resende, fez 3 partidas e marcou nenhum gol.

### Caxias
Em meados de 2013, Rafael Carioca foi emprestado ao Caxias. Sua estreia aconteceu em 4 de agosto, entrando como substituto em uma derrota fora de casa por 4–0 para o Vila Nova, pela Série C de 2013. No ano seguinte, após o fim do seu empréstimo, Rafael Carioca foi comprado em definitivo pelo clube.
No Caxias, teve destaque atuando na Série C de 2014. Titular em boa parte da pré-temporada, ficou de fora da estreia do Campeonato Gaúcho por conta de uma lesão e, aos poucos, foi recuperando o ritmo de jogo. Na competição, o jogador atuou em 13 partidas como lateral-esquerdo e foi o único da equipe a figurar na seleção do estadual, ficando entre os três melhores na posição.
Pelo Caxias, Rafael Carioca participou de 50 partidas e marcou nenhum gol.

### Paraná
Em 26 de maio de 2015, foi confirmada a contratação de Rafael Carioca ao Paraná, com um contrato até maio de 2018. Sua estreia aconteceu em 2 de junho, entrando como substituto em uma derrota em casa por 2–1 para o Botafogo, pela Série B de 2015. Seu primeiro gol pelo clube paranaense aconteceu em 26 de junho, em um empate fora de casa por 1–1 com o Atlético Goinaiense.
As atuações de destaque renderam sondagens do futebol ucraniano em agosto do mesmo ano, mas o jogador permaneceu no Paraná. No período em que foi comandado pelo técnico Fernando Diniz, Rafael Carioca chegou a ser sondado pelo Flamengo. Rafael Carioca esteve perto de assinar com a Ponte Preta, com quem acertou verbalmente por um ano. Porém, não houve acordo entre e a Ponte Preta que, com a desistência, fechou com Reinaldo, lateral-esquerdo que estava no São Paulo.
Um impasse contra o clube acabou no tribunal, onde o jogador tentou a liberação do vínculo com o Paraná. O clube obteve vitória nas primeiras instâncias, porém o atleta recorreu e mais uma vez negou o pedido de rescisão, assim, permanecendo no clube. Reintegrado e visivelmente descontente, não foi nem de perto o lateral e meia que se destacou na disputa da Série B de 2015. Carioca colecionou atuações muito ruins no ano seguinte e passou até a ser alvo de cobranças mais duras do torcedor paranista.
Em janeiro de 2017, Rafael Carioca acionou mais uma vez o Paraná na Justiça e rescindiu seu contrato. Pelo Paraná, fez 58 partidas e marcou dois gols.

### Ceará
Ao se transferir ao Linense, Rafael Carioca foi emprestado ao Ceará em 27 de janeiro de 2017, com um contrato de empréstimo válido até o fim do ano. Estreou pelo clube em 12 de fevereiro, entrando como substituto em um empate fora de casa por 1–1 com o Itapipoca, pelo Campeonato Cearense de 2017.
Seu primeiro gol pelo clube aconteceu em 10 de junho, em uma vitória fora de casa sobre o Brasil de Pelotas por 3–2, pelo Série B de 2017. Em 8 de dezembro, Rafael Carioca teve seu contrato renovado com o Ceará até o fim de 2018. Em 1 de junho, após muitas críticas da torcida do clube e jogos muito abaixo do esperado, Rafael Carioca teve seu contrato rescindido.
Pelo Ceará, fez 44 jogos e marcou 4 gols.

### CRB
Em 4 de junho de 2018, alguns dias depois de rescindir seu contrato com o Ceará, Rafael Carioca foi anunciado no CRB. Sua estreia aconteceu em 15 de junho, entrando como titular em uma vitória em casa por 2–0 sobre a Ponte Preta, pela Série B de 2018. Seu primeiro gol aconteceu em 9 de outubro, em um empate fora de casa por 1–1 com o Paysandu.
Pelo CRB, fez 18 partidas e marcou um gol.

### Red Bull Brasil
Em 2019, foi transferido ao Red Bull Brasil. Estreou pelo clube no dia 20 de janeiro, entrando como titular em um empate em casa por 1–1 contra o Palmeiras, pelo Campeonato Paulista de 2019. Pelo Red Bull Brasil, fez 10 partidas e marcou nenhum gol.

### Bragantino
Tornou-se jogador do Bragantino quando o Red Bull Brasil se fundiu com o Bragantino em abril de 2019 e posteriormente, seria formado o Red Bull Bragantino no ano seguinte. Estreou no dia 26 de abril, começando como titular em uma vitória fora de casa contra o Brasil de Pelotas por 1–0, pela Série B de 2019.
Pelo Bragantino, fez 17 partidas e marcou nenhum gol, além de estar na equipe que venceu a Série B de 2019.

### Vitória
Em 10 de dezembro de 2019, Rafael Carioca foi contratado pelo Vitória. Fez sua estreia em 16 de fevereiro de 2020, entrando como titular em um empate em casa por 0–0 com o Freipaulistano, pela Copa do Nordeste de 2020. Seu primeiro gol aconteceu em 14 de agosto, quando sua equipe empatou em casa por 3–3 contra o Ponte Preta, pela Série B de 2020.
Em 1 de abril de 2021, Rafael Carioca rescindiu com o Vitória. No total, fez 30 partidas e marcou 3 gols.

### Botafogo
Em 1 de abril de 2021, Rafael Carioca foi transferido ao Botafogo, por um contrato até o final da temporada. Sua estreia aconteceu em 10 de abril, entrando como titular em um empate fora de casa por 2–2 com o Volta Redonda, pelo Campeonato Carioca de 2021.
Contratado com o aval do treinador Marcelo Chamusca, ele não convenceu a torcida dentro de campo e perdeu espaço após a chegada do treinador Enderson Moreira. Em 6 de agosto de 2021, com apenas 4 meses no clube, Rafael Carioca rescindiu com o Botafogo. No total, fez 8 jogos e marcou nenhum gol pelo clube alvinegro. Rafael Carioca chegou a ser transferido para a Chapecoense, mas o clube desistiu do negócio após atleta não comparecer para realizar os exames médicos.

## Estilo de jogo
É um lateral-esquerdo que pode atuar de meio-campista também, cujo é sua opisção de origem. É um jogador bastante ofensivo. Um vez por outra, fazia alguns gols quando estava em uma linha avançada. A maioria como um meia que afunilava na diagonal e chegava chutando, como elemento surpresa.

## Títulos
Ceará
- Campeonato Cearense: 2017, 2018

Red Bull Brasil
- Campeonato Paulista do Interior: 2019

Red Bull Bragantino
- Campeonato Brasileiro - Série B: 2019

América de Natal
- Campeonato Brasileiro - Série D: 2022

Urartu
- Campeonato Armênio: 2022–23
- Copa da Armênia: 2022–23